# Yên hầu Hiến
Yên hầu Hiến (chữ Hán: 燕侯憲; trị vì: ?-?), là vị vua thứ tư của nước Yên - chư hầu nhà Chu trong lịch sử Trung Quốc.
Theo Yên quốc sử cảo, ông tên thật là Cơ Hiến (姬憲), con trai của Yên hầu Vũ - vua thứ ba của nước Yên. Sau khi Yên hầu Vũ mất, Yên hầu Hiến nối ngôi.
Sử sách không ghi rõ những hành trạng của ông trong thời gian ở ngôi cũng như những sự việc xảy ra tại nước Yên vào thời của ông.
Sau không rõ ông mất năm nào. Sau khi ông mất, con ông là Yên hầu Hoà lên nối ngôi.